# ميوس هورموس
ميوس هورموس، ميناء يقع على البحر الأحمر وتم تشييده بواسطة البطالمة في القرن الثالث قبل الميلاد بعد أعمال التنقيب التي قام بها ديفيد بيكوك ولوسي بلو من جامعة ساوثهامبتون يعتقد أنه تم تحديد موقع الميناء في القصير القديم ويبعد 8 كيلو شمال مدينة القيصر الحديثة.

## تاريخه
كان ميوس هوروس أحد الموانئ الرئيسية في مصر الرومانية للتجارة مع الهند وأفريقيا وربما الصين (جنوبًا على ساحل البحر الأحمر).
كانت بعض وجهاتها الرئيسية هي دلتا السند وموزيريس وشبه جزيرة كاثياوار في الهند. وتم وصف التجارة الساحلية من ميوس هوروس وبيرينس على طول ساحل المحيط الهندي في كتيب مجهول من القرن الأول الميلادي.
يأتي أولاً ميناء ميوس هوروس في مصر، وبعده وبيرينس، بعد شراع من 1800 استاد إلى اليمين. كلا المينائين عبارة عن خلجان على البحر الأحمر على حافة مصر.
كانت واحدة من المراكز التجارية الرئيسية على البحر الأحمر.
وفقًا لـ سترابو، بحلول وقت أغسطس، كان ما يصل إلى 120 سفينة تبحر كل عام من ميوس هوروس إلى الهند
على أي حال، عندما كان جالوس حاكمًا لمصر، رافقته وصعدت النيل حتى أسوان وحدود إثيوبيا، وعلمت أن ما يصل إلى مائة وعشرين سفينة كانت تبحر من ميوس هرمز إلى الهند، بينما في السابق في ظل حكم البطالمة، غامر عدد قليل جدًا منهم بالقيام بالرحلة وحركة المرور في البضائع الهندية.
ارتبط ميناء ميوس هرمس بوادي النيل وممفيس بطريق روماني بني في القرن الأول.
بعد القرن الرابع تم التخلي عن الميناء بسبب أزمة الإمبراطورية الرومانية وانتهاء التجارة بين روما والهند.
فقط في القرن السابع عشر بدأ الميناء يكتسب بعض الأهمية مرة أخرى، ويرجع ذلك أساسًا إلى السفر المقدس من القاهرة إلى مكة. مدينة القصير القديمة هي بالفعل ميوس هوروس.

طريق التجارة من روما إلى الهند

## ببليوغرافيا
- G.W.B. Huntingford. The Ethnology and History of the Area Covered by the Periplus in Huntingford ed., "Periplus of the Erythraean Sea" (London, 1980).

## روابط خارجية
- Detailed Map of Roman Egypt showing Myos Hormos